# 皮質類固醇
皮質類固醇（英語：corticosteroid）又稱类固醇皮质激素，是由腎上腺皮質製造和分泌的類固醇激素，也可經由人工合成。它的藥理作用複雜，且廣泛涉及生理系統作用，如壓力反應、免疫反應，以及發炎、醣類代謝作用、蛋白質分解代謝、血液中電解質濃度等的控制。皮質類固醇主要分為二類：
- 糖皮質激素：如皮質醇，控制醣類、脂肪和蛋白質的代謝，透過抑制磷脂分泌、降低嗜伊紅性白血球功能等其他機制，達到抗炎的目的。
- 鹽皮質激素：如醛固酮，控制電解質和水分濃度，主要透過促進腎臟內鈉滯留等途徑。

人體內普遍存在的天然激素包括：皮質酮（C21H30O4）、可的松（C21H28O5，17-羥-11脫氫皮質(甾)酮）和醛固酮。

## 生物合成

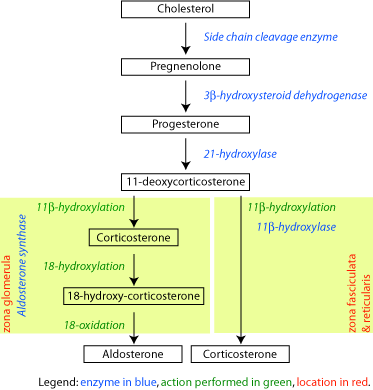
皮質類固醇在老鼠體內的生物合成途徑

皮質類固醇是以膽固醇為原料在腎上腺皮質所合成。大多數類固醇反應須由細胞色素P450酵素催化。它位於鐵氧化還原蛋白內，以粒線體作為輔助因子（除了21-羥化酶和17α-羥化酶以外）。
醛固酮和皮質酮的生物合成途徑的第一部分相同，最末部分則分別由醛固酮合成酶和11β-羥化酶中介。這二種酶十分相似，都能進行11β-羥化和12-羥化作用，但前者另能進行18-氧化作用。此外，醛固酮合成酶存在於腎上腺皮質外緣的球狀帶；11β-羥化酶則可見於束狀帶和球狀帶。

## 分類

### 依化學結構
皮質類固醇通常依化學結構不同被分為四類。人體對指定類別的其中一種類固醇產生過敏反應，即表示不耐該類別的所有類固醇。
以粗體標示之類固醇常被用於檢測對外用類固醇的過敏反應。

| - 氫羥腎上腺皮質素、氫化可的松（hydrocortisone） - 醋酸氫羥腎上腺皮質素、醋酸氫化可的松（hydrocortisone acetate） - 醋酸腎上腺皮質素（cortisone acetate） - 巰基氫化可的松特戊酸鹽（tixocortol pivalate） - 培尼皮質醇、潑尼松龍（prednisolone） - 甲潑尼龍、甲基潑尼龍（methylprednisolone） - 強的松、去氫可的松、潑尼松（prednisone） - 曲安奈德、去炎松縮丙酮（triamcinolone acetonide） - 糠酸莫米松、莫美他松糠酸酯（mometasone furoate） - 安西奈德（amcinonide） - 布地奈德（budesonide） - 地奈德、地索奈德（desonide） - 氟欣諾能、氟輕松（fluocinonide） - 醋酸氟輕松（fluocinolone acetonide） - 哈西奈德、氯氟舒松（halcinonide） - 倍他美松、貝皮質醇、培他米松（betamethasone） - 倍他美松磷酸鈉（betamethasone sodium phosphate） - 地塞米松、迪皮質醇（dexamethasone） - 地塞米松磷酸鈉（dexamethasone sodium phosphate） - 氟可龍（fluocortolone） | 第四類（D組，酯类） D 1 組——鹵化类（較少不穩定） 氫化可的松-17-戊酸酯 （hydrocortisone-17-valerate） 鹵米松 (Halometasone) 丙酸氯倍他索 （clobetasol propionate） 氟可龍己 (Fluocortolone caproate) 氟可龍戊酸酯 (Fluocortolone pivalate) 醋酸氟潑尼定 （fluprednidene acetate） 倍他米松戊酸酯 （betamethasone valerate） 倍他米松丙酸酯 （betamethasone dipropionate） 潑尼卡酯 （prednicarbate） D 2 組——不穩定的 前藥 酯类 氯倍他松-17-丁酸酯 （Clobetasone-17-butyrate） 氫化可的松-17-醋丙酸酯 （Hydrocortisone-17-aceponate） 氫化可的松-17-丁丙酸酯 （Hydrocortisone-17-buteprate） |

### 依施用途徑

#### 外用類固醇
主要局部塗抹於皮膚、眼睛和黏膜。
外用類固醇依效力不同分為一到四級；歐洲分類法將藥效最強者歸入第四級，美國則稱之為第一級。

#### 吸入類固醇
用於治療鼻黏膜、鼻竇、支氣管和肺部，包括：
- 氟尼縮鬆（flunisolide）
- 丙酸氟替卡松（氟替卡松丙酸酯/fluticasone propionate）
- 曲安奈德（triamcinolone acetonide）
- 二丙酸倍氯米松 又名贝克每松（beclomethasone dipropionate）
- 布地奈德（budesonide）

此外，有些哮喘藥物（商號：Advair）是以氟替卡松丙酸酯結合沙美特羅昔萘酸酯（一種支氣管擴張用藥），可用於12歲以上兒童。

#### 口服類固醇
常見者如潑尼松龍和強的松。

#### 系統性類固醇
以注射和非口服途徑進入體內。

## 外部連結
- 腎上腺皮質類固醇 Adrenal corticosteroids[永久]，行政院衛生署。